# Phú Quốc
Phu Quoc (Phú Quốc in vietnamita) è l'isola più grande del Vietnam. L'isola, che ha spiagge di sabbia bianca e si trova nel golfo del Siam, è una popolare destinazione turistica. Le temperature sono adatte al turismo in tutte le stagioni.
Amministrativamente l'isola è un distretto della provincia di Kien Giang. La sua superficie è di 574 km{\displaystyle ^{2}}. L'Aeroporto di Phú Quốc si trova vicino al capoluogo del distretto, ma è stato chiuso a fine del 2012. Il nuovo aeroporto internazionale Phú Quốc (in vietnamita: Sân bay Quốc tế Phú Quốc) (ICAO: VVPQ - IATA: PQC) è stato completato nel novembre del 2012 e inaugurato il 2 dicembre 2012. Può servire 2,6 milioni di passeggeri all'anno e la capacità prevista è di 7 milioni di passeggeri all'anno.

## Geografia
Phu Quoc si trova a sud della costa cambogiana, ad ovest di Kampot e 40 chilometri a ovest di Ha Tien, la più vicina città costiera vietnamita. Quasi triangolare nella forma, l'isola ha una lunghezza di circa 50 chilometri da nord a sud e di circa 25 da est a ovest nel suo punto più largo. Una catena montuosa nota come catena dei novantanove picchi attraversa l'isola in lunghezza; la cima più elevata è il monte Chúa (603 metri).

### Clima
L'isola gode di un clima equatoriale monsonico (Am secondo la classificazione dei climi di Köppen) caratterizzato da una stagione delle piogge (da aprile a novembre) e una stagione secca (da dicembre a marzo). Le precipitazioni annuali sono elevate, attestandosi mediamente sui 3 029 millimetri all'anno. Nei rilievi a nord queste possono arrivare fino ai 4 000 millimetri. Aprile e maggio sono i mesi più caldi, con temperature fino a 35 °C.

## Storia
L'isola ha svolto un ruolo cruciale nella storia vietnamita dando rifugio al principe Nguyễn Phúc Ánh, il futuro imperatore Gia Long, durante la rivolta dei Tây Sơn nel 1771. Fu qui che questi ottenne il sostegno del vescovo francese Pierre Pigneau de Behaine, grazie al quale riuscì in seguito a riprendere il controllo del Paese.

## Galleria d'immagini

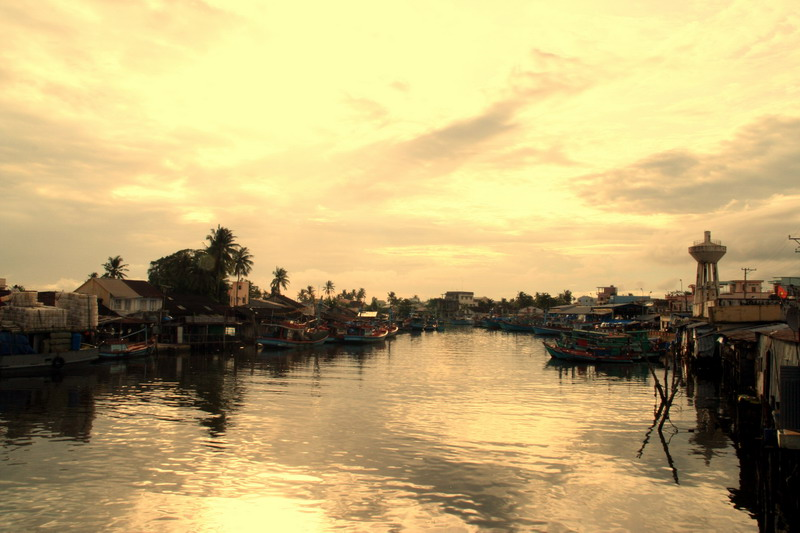
Fiume "Dương Đông"
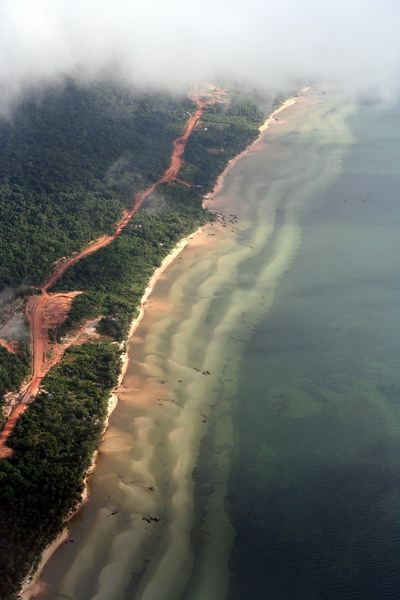
Costa
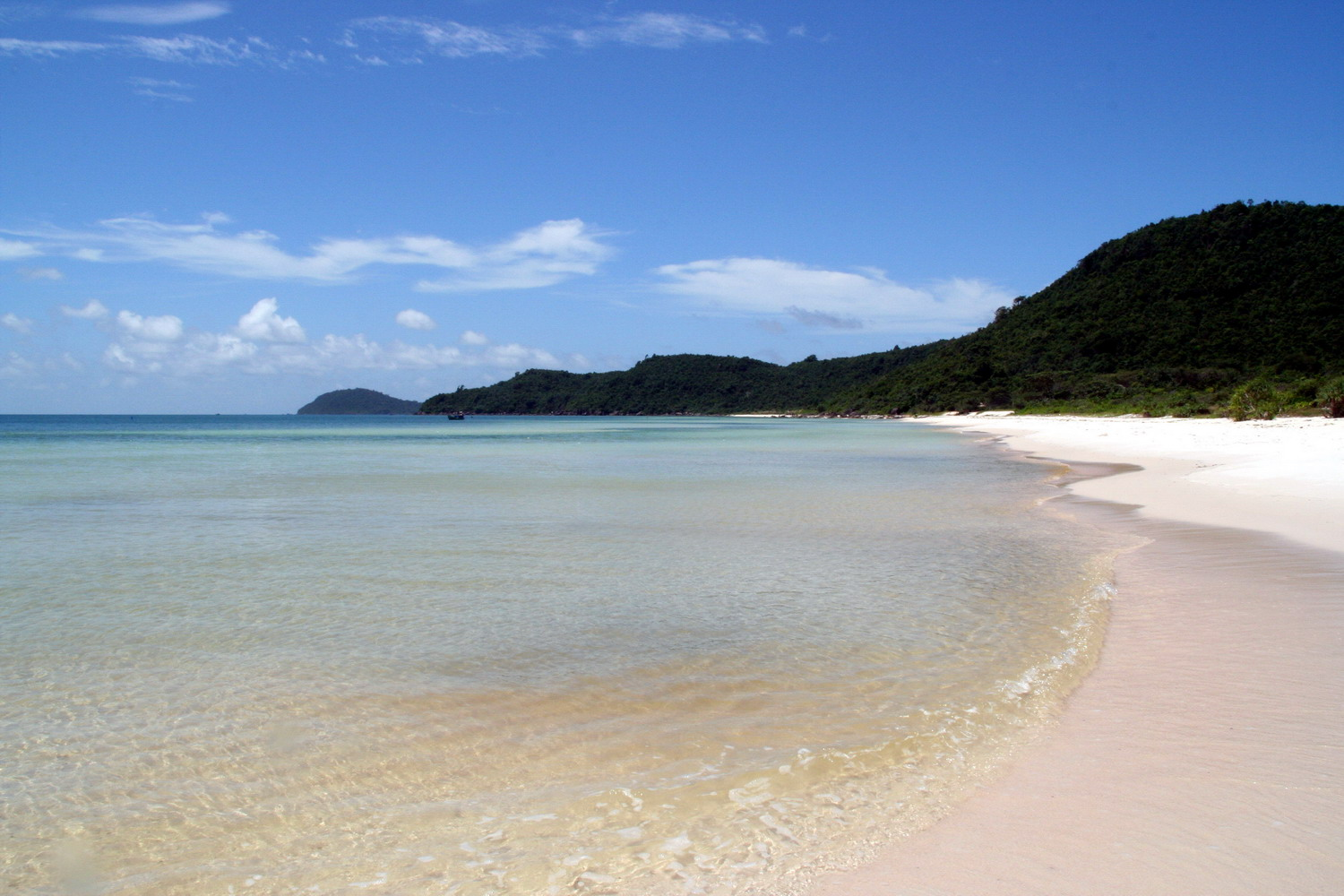
Spiaggia
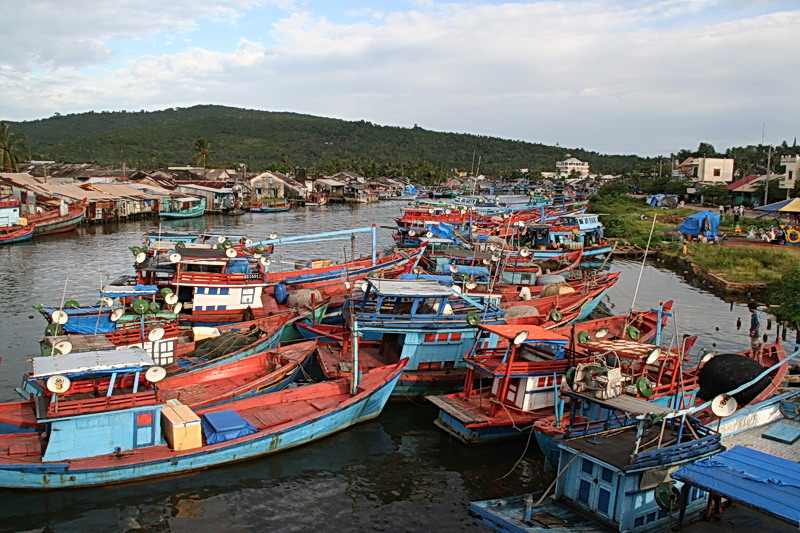
Barche da pesca
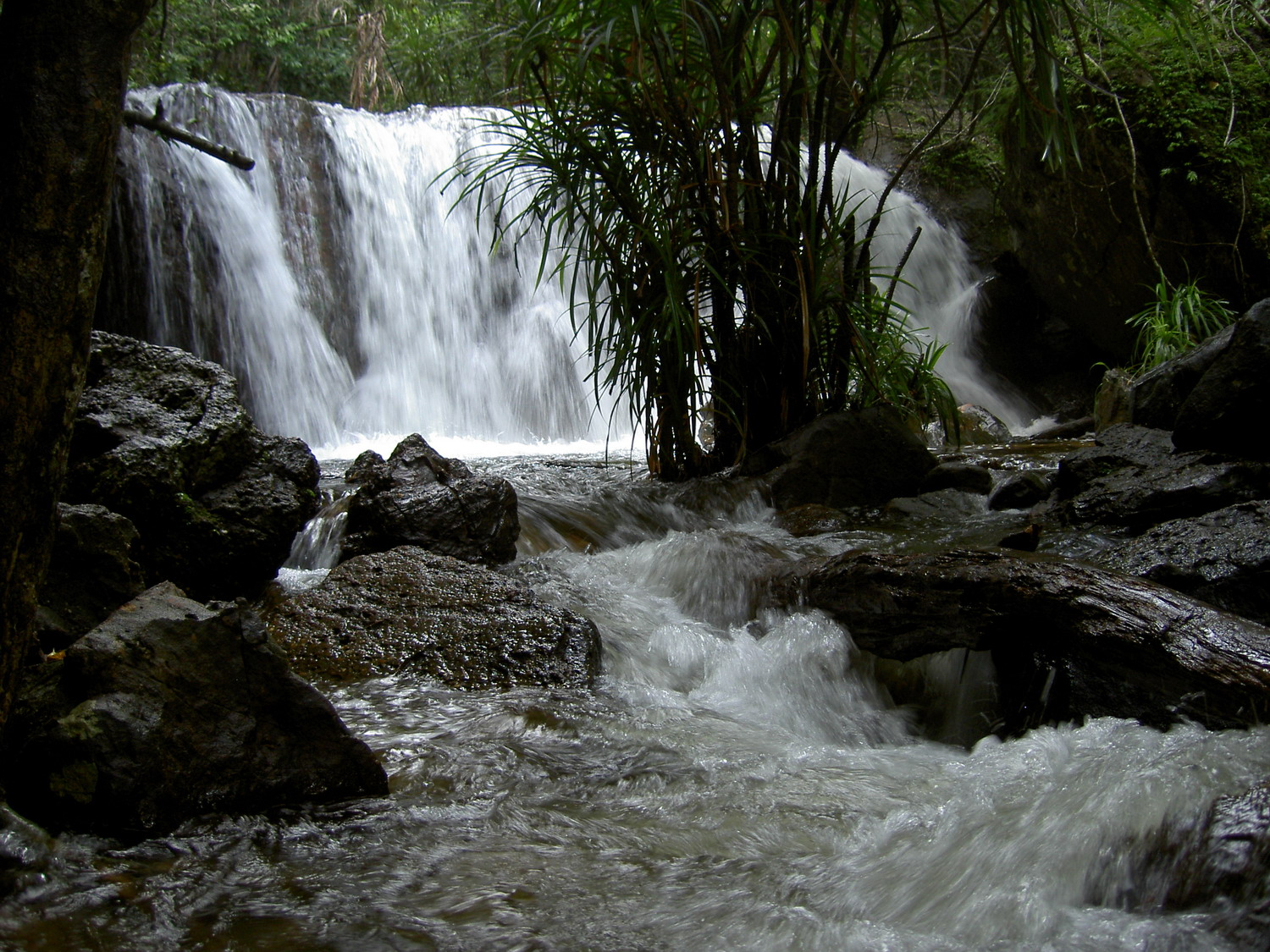
Cascata "Tranh"
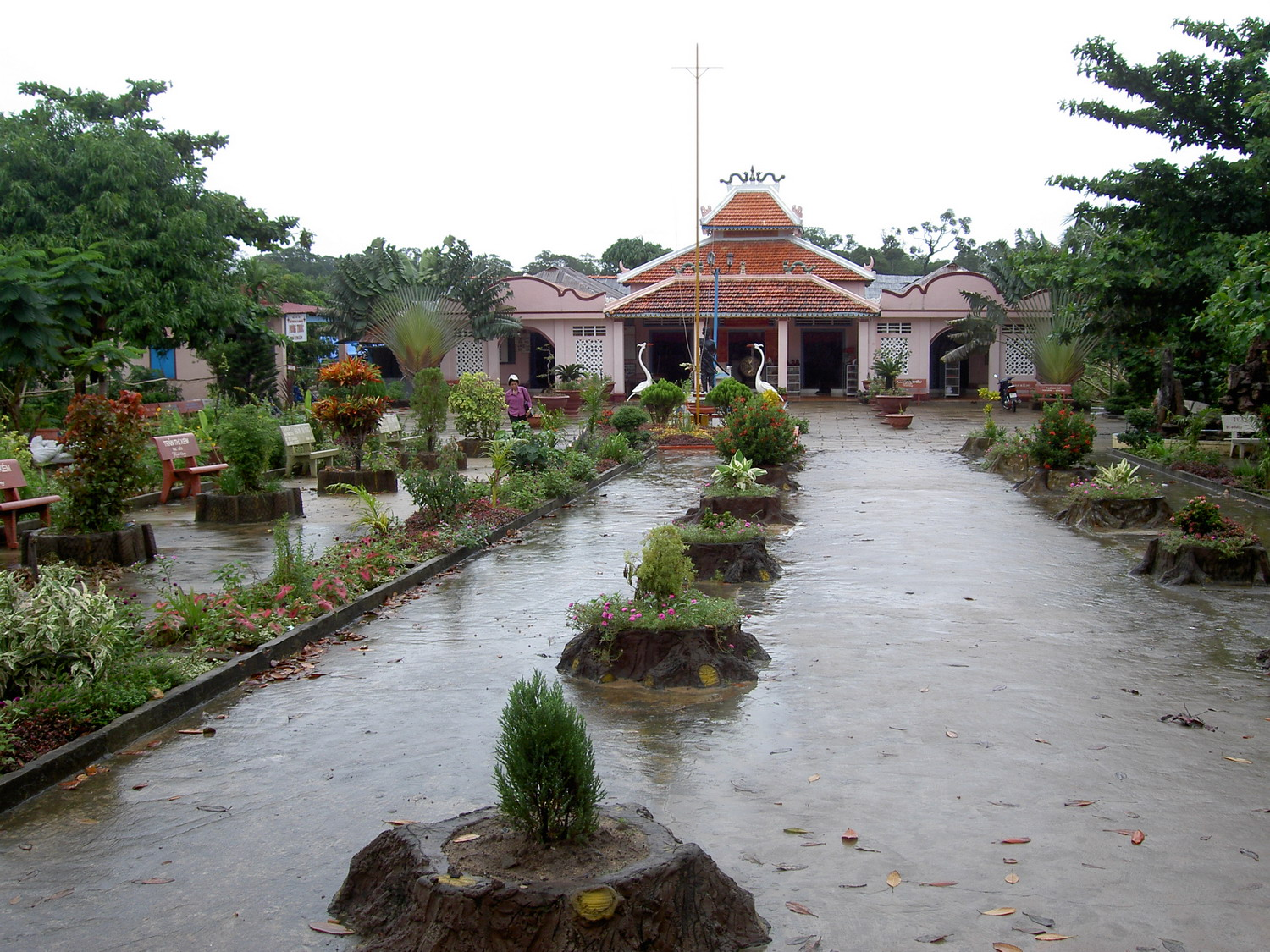
Tempio "Nguyen Trung Truc"
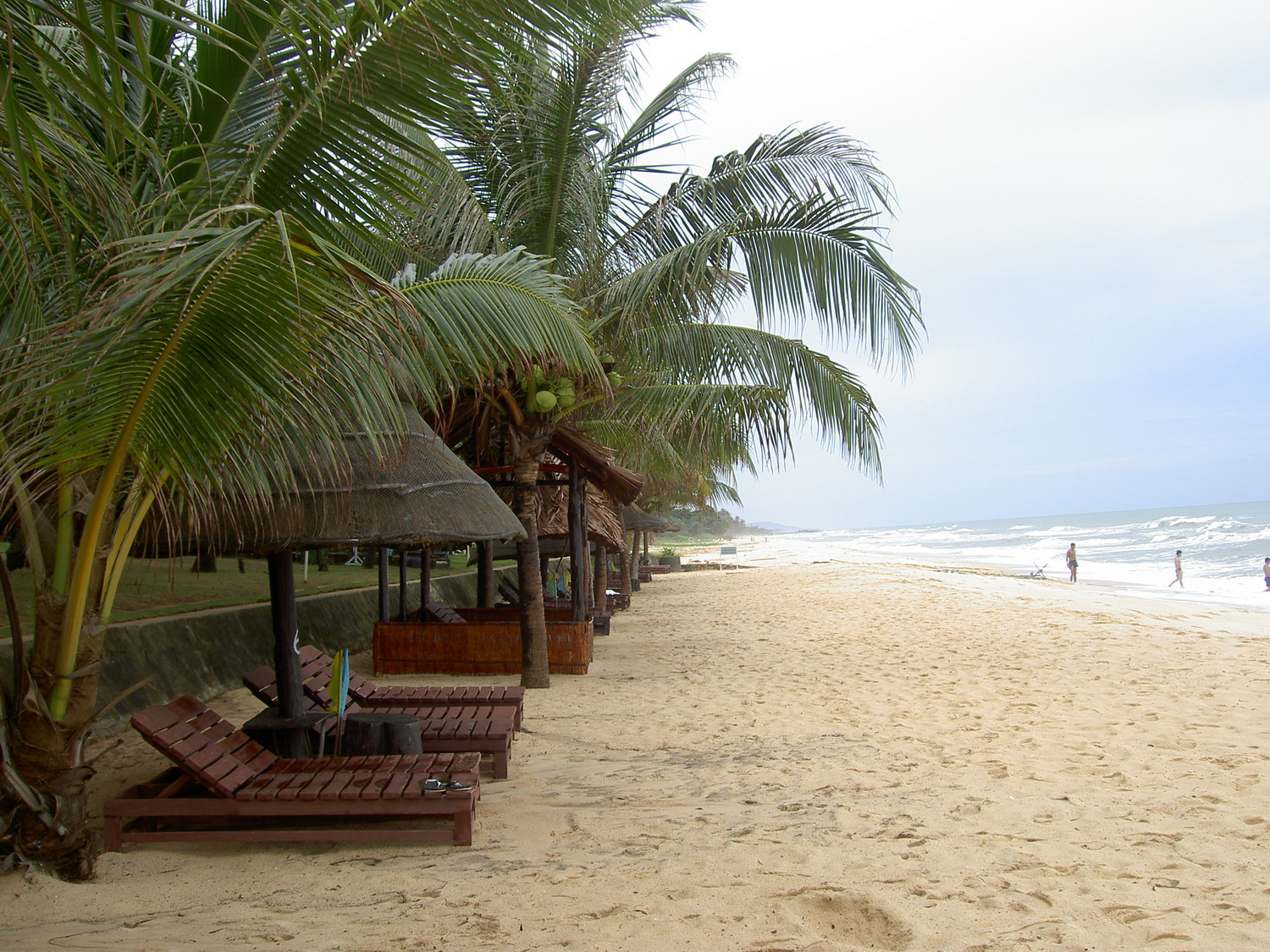
Spiaggia
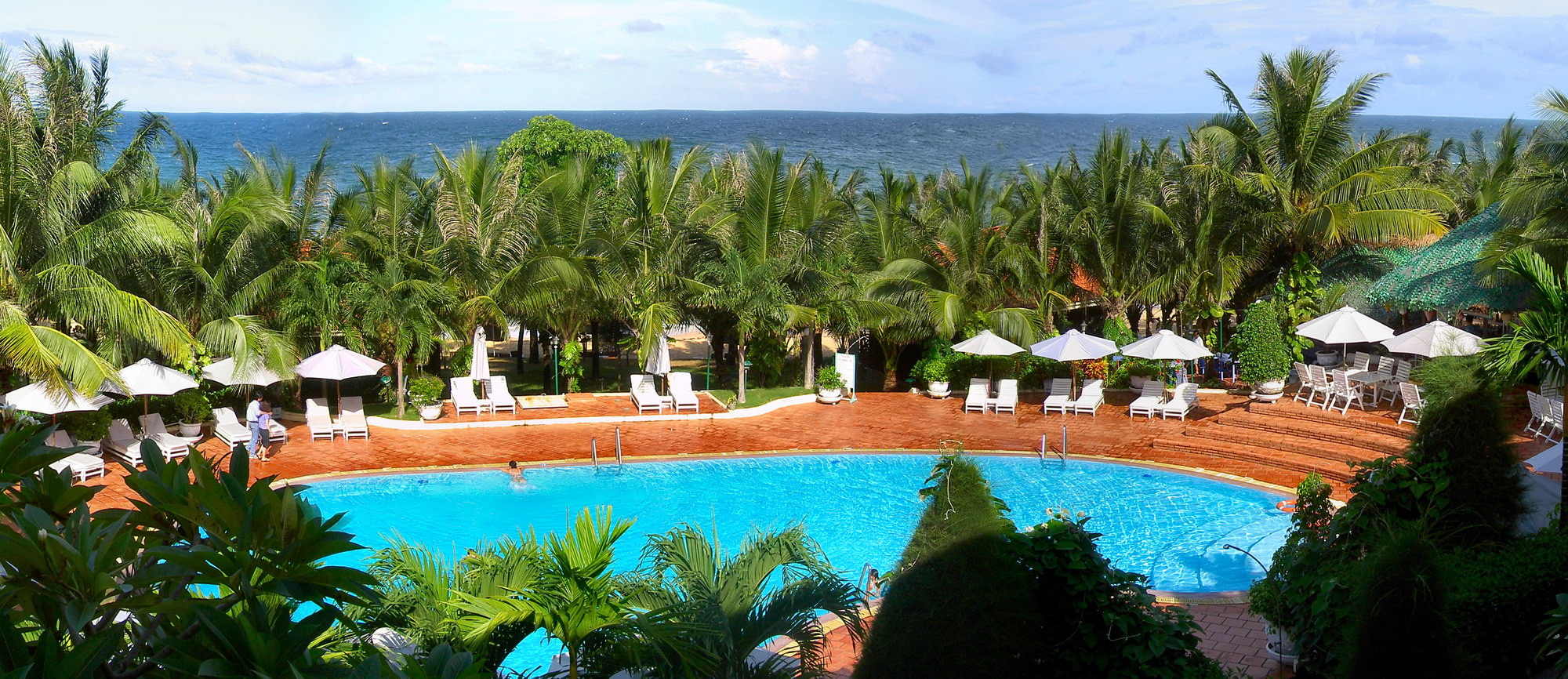
Hotel
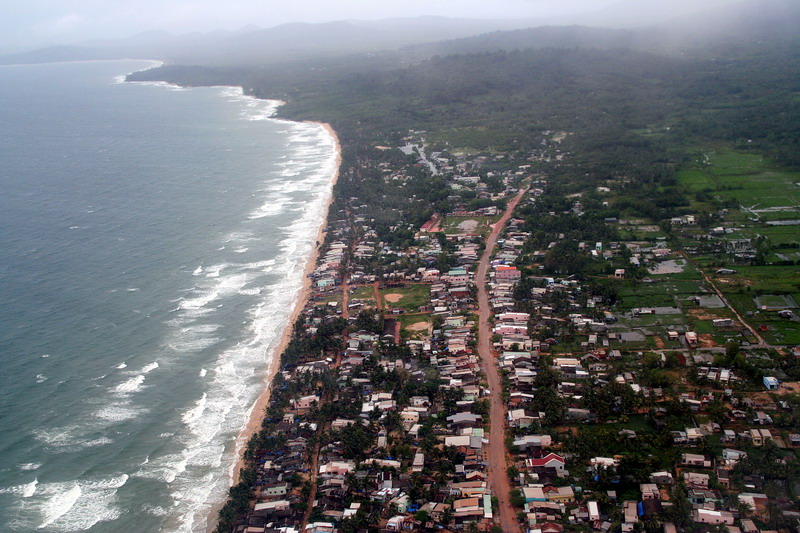
Vista aerea sulla costa